# Eco-entrepreneurship
Der Begriff Eco-Entrepreneurship (auch Ecopreneurship) benennt eine Ausprägung des Unternehmertums, bei der die Generierung und Verbreitung ökologieorientierter Innovationen im Zentrum expansiver unternehmerischer Aktivitäten auf Absatzmärkten stehen. Eco-Entrepreneure erstreben in ihrem Kerngeschäft Marktanteile durch Innovationen zur Lösung oder Minderung ökologischer Probleme. Hierbei erscheint der persönliche Antrieb eines Entrepreneurs maßgeblich für die Überwindung von Markthemmnissen und Eintrittshürden sowohl bei der Erschließung von Marktnischen als auch bei der anschließenden Überführung erfolgreicher Nischenprodukte aus der „Öko-Nische“ in den Massenmarkt. Die Marktveränderung durch das Wachstum von stark nachhaltig ausgerichteten Unternehmen steht damit im Zentrum des Eco-Entrepreneurship. Die transformative Funktion von Ecopreneuren besteht in der „kreativen Zerstörung“ umweltschädlicher Produktionen und Konsummuster, indem die durch Eco-Entrepreneure angetriebenen Innovationen die relative Marktattraktivität ökologisch nachteiliger Güter und Dienstleistungen aus Kundensicht mehr und mehr herabsenken bzw. durch das Angebot technischer und/oder sozialer Innovationen zur Verbesserung der Umwelt- und Lebensqualität Kundenansprüche an die ökologische Qualität angebotener Leistungen auch im Massenmarkt erhöhen.
Öko-Entrepreneure grenzen sich von den umweltbezogenen Aktivitäten herkömmlicher Unternehmen durch den großen Stellenwert „metaökonomischer“ Ziele, den intrinsischen, oft idealistisch geprägten Antrieb einer Unternehmerperson sowie die daraus folgende Fokussierung des Kerngeschäfts auf ökologieorientierte Innovationen ab, die den eigenen Umsatz nicht nur flankierend absichern, sondern maßgeblich tragen sollen.
Eco-Entrepreneurship im Sinne der Gründung und des Ausbaus innovativer Öko-Unternehmen ist somit nicht identisch mit Umweltmanagement, das sich als ergänzender Funktionsbereich herkömmlicher Unternehmen vor allem mit Themen der Legitimationssicherung, der Umweltmanagementsysteme, der Ressourceneffizienz und der Kommunikation gesellschaftlicher Verantwortung befasst.

## Geschichte
Das Phänomen des Eco-Entrepreneurship reicht in Deutschland bis in die 1920er Jahre zurück, als ausgehend von der Reformbewegung und der Anthroposophie erste Unternehmen zur Förderung einer naturverbundenen Lebensweise und der biologisch-dynamischen Landwirtschaft entstanden. Im Zuge neuer sozialer Bewegungen der 60er und 70er Jahre entstanden zahlreiche weitere Unternehmensgründungen als Ausdruck eines alternativen Wirtschaftens, die sich in den folgenden Jahrzehnten weiter professionalisierten und in das marktwirtschaftliche Geschehen zunehmend eingliederten. In der betriebswirtschaftlichen Theorie befassen sich einzelne Beiträge seit dem Jahre 2000 explizit mit dem Phänomen des Eco-Entrepreneurships. Weil diese Beiträge sich in ihrem Begriffsverständnis, in ihren Konzeption und der Ausrichtung normativer Handlungsempfehlungen sehr unterscheiden und nur zum Teil aufeinander beziehen, erscheint es verfehlt, von einer einheitlichen Theorie des Eco-Entrepreneurships zu sprechen; vielmehr handelt es sich um theoretische Interpretationen einer bewussten unternehmerischen Ausrichtung des Kerngeschäfts an Ideen zur Lösung oder Minderung ökologischer Probleme.
Seit Anfang des 21. Jahrhunderts wurde das Konzept vom wirtschaftswissenschaftlichen Mainstream aufgenommen, theoretisch z. B. durch Theorien zum sogenannten Marktversagen unterfüttert und praktisch weiterentwickelt (durch sog. Eco-Venturing, Eco-Inkubatoren usw.). Seitdem wird auch Oberbegriff Sustainable Entrepreneurship oder Sustainability Entrepreneurship, kurz Sustainopreneurship sowohl für Social Entrepreneurship als auch für Eco-entrepreneurship verwendet.
Viele Unternehmen haben einzelne Gedanken des Eco-Entrepreneurship aufgenommen und werbewirksam in ihre Marktstrategien bzw. in CSR-Konzepte integriert oder durch freiwillige Teilnahme an Zertifizierungssystemen dokumentiert, deren Arbeitsweise für den Kunden allerdings oft nicht durchschaubar ist. Als Beispiel kann hier die Debatte um die in ökologischer Hinsicht problematische Verwendung von Palmöl gelten, dessen nachhaltiger Anbau durch den Roundtable on Sustainable Palm Oil (RSPO) reguliert und zertifiziert werden soll.
Der Erfolg von Abfallbanken zeigt, dass entrepreneuriale Konzepte auch bei der Lösung von Umweltproblemen effektiver sein können als staatliche Lösungen für das Müllsammeln und Recycling von Wertstoffen.

## Theoretische und empirische Fragen
Aus der Anwendung der Theorie des Marktversagens auf das Ökounternehmertum resultieren eine Reihe noch zu beantwortender theoretischer und empirischer Fragen wie z. B. die nach der Rentabilität, welche im Ökosegment eigentlich deutlich niedriger sein müsste als die üblicherweise von Groß-Investitionen üblicherweise zu erwartende Rentabilität, die aber wegen des Marktversagens ausgeblieben sind, oder die nach der Vereinbarkeit von (oft wertkonservativ geprägter) Umwelt- und Nachhaltigkeitsorientierung, radikaler Innovationsbereitschaft und unternehmerischem Denken in einer Person. Viele Ecopreneurs haben offenbar aus kleinsten Anfängen heraus einen großen Einfluss auf die Märkte gewonnen, auch ohne dass ihnen Wagniskapital zur Verfügung stand, und damit die Märkte umgestaltet, die später auch für Großinvestoren rentabel wurden. Petersen belegt, dass von den neu gegründeten Unternehmen, die später einen großen Einfluss auf den Markt gewonnen haben, die weitaus größere Zahl zunächst primär auf umweltbezogene und weniger auf Rentabilitätsziele fixiert war. Auch Kirkwood und Walton zeigen anhand eines Samples neuseeländischer Gründer, dass Ecopreneurs niedrigere Einkommenserwartungen haben als durchschnittliche Gründer und dass ihnen vor allem eine – teils für sie überraschende – positive Nachfrageentwicklung Perspektiven für die erfolgreiche Gründung eröffnet hat (sogenannter Pull-Effekt), ein Muster, das man in Deutschland eher von Nebenerwerbsgründern kennt. Wagner zeigt, dass eine starke umweltpolitische Orientierung der von ihm befragten Studierenden einer technischen Universität mit einer erhöhten Bereitschaft einhergeht, sich unternehmerisch zu betätigen. Bei den Alumnis dieser Hochschule bleibt diese enge Verknüpfung jedoch nur bestehen, wenn die „Moderatorvariable“ Innovationsbereitschaft stark ausgeprägt ist. Andernfalls tritt ein gewisser Resignationseffekt ein.

## Produktdesign

### Lebenszyklusanalyse
Bei der Entscheidung zur Produktpalette und zum Produktdesign spielt Nachhaltigkeit eine grundlegende Rolle. So sind systematische Lebenszyklusanalysen wesentliches Element eines sozialen und ökologischen Produktdesigns. Sie analysieren, welche wirtschaftlichen und ökosozialen Effekte und Kosten im gesamten Entstehungs-, Nutzungs- und Verwertungsprozess über die gesamte Wertschöpfungskette verursacht werden.

### Cradle to Cradle Design
Cradle to Cradle Design ist ein Konzept, das durch ein nachhaltiges Design und ein nachhaltiges Produktionsmodell Müll bei der Produktion eliminieren bzw. die verwendeten Materialien wiederverwenden soll.
Das Konzept definiert ein „System für die Herstellung von Produkten und industriellen Prozessen, das es ermöglicht, Materialien als "Nährstoffe" in geschlossenen Kreisläufen zu halten. Materialien von Produkten, die für biologische Kreisläufe optimiert sind, dienen als biologische Nährstoffe, und können bedenkenlos in die Umwelt gelangen. Materialien von Produkten, die für geschlossene technische Kreisläufe konzipiert sind, dienen als technische Nährstoffe (z. B. Metalle und verschiedene Polymere). Diese Materialien sollen nicht in biologische Kreisläufe geraten.“
Das Cradle to Cradle-Design-Konzept ("Von der Wiege bis zur Wiege") wurde von Michael Braungart in Zusammenarbeit mit dem US-amerikanischen Architekten William McDonough entwickelt.

## Lehre und Forschung
In Deutschland finden Ausbildung, Forschung und Gründungsunterstützung im Fach Eco-Entrepreneurship bzw. für Eco-Entrepreneurs u. a. an folgenden Universitäten und Einrichtungen statt:
- Universität Erlangen[18]
- Universität Lüneburg[19]
- Universität Oldenburg[20]
- Universität Stuttgart[21]
- Universität Hohenheim[22]
- Technische Universität Berlin

Einen Überblick über die deutschen Aktivitäten des Eco-Entrepreneurship gibt der von der Universität Oldenburg mit herausgegebene Green Economy Gründungsmonitor (GEMO), der für 2016 einen Anteil von 16,3 % "grüner Gründungen" an allen 126.200 Betriebsgründungen in Deutschland nachweist. Im Vordergrund stehen Gründungen mit dem Ziel der Steigerung der Energieeffizienz.
In Österreich:
- Universität Graz[24]

In Dänemark:
- Copenhagen Business School mit Summer School
- University of Southern Denmark[25]

In den USA:
- Babson College (MBA-Programm)
- Brandeis University (MBA-Programm)
- Harvard Summer School[27]

Mit dem Ziel der Vernetzung und des Austauschs zu Forschung und Innovationen im Eco-Entrepreneurship wurde 2015 der akademische Arbeitskreis Sustainable Entrepreneurship gegründet. Zudem gibt es nun ein Ranking der "Most Sustainable Universities", das 2022 zum ersten Mal veröffentlicht wurde.

## Kritik
Einerseits wird auf die permanent höheren Betriebskosten der Ecopreneurs hingewiesen, die ihren wirtschaftlichen Erfolg behindern; andererseits schränke der ständige Zwang zur Beachtung von Ökoeffizienz und Ökobilanz die technische und unternehmerische Kreativität teilweise ein. Vor allem die Tatsache, dass Ecopreneurs ihre Entwicklungsvorhaben meist an selbst definierten Zielen ausrichten und nicht auf einen Bedarf reagieren, während sie zugleich ein hohes Eco-Commitment der Kunden fordern, könne den Markterfolg behindern.